# 方掬芬
方掬芬（1929年11月11日—2020年12月31日），女，湖北汉口人，中国儿童剧表演艺术家，中国儿童艺术剧院原院长，中国戏剧家协会原副主席，第六、七、八、九届全国政协委员。